# Graham Priest

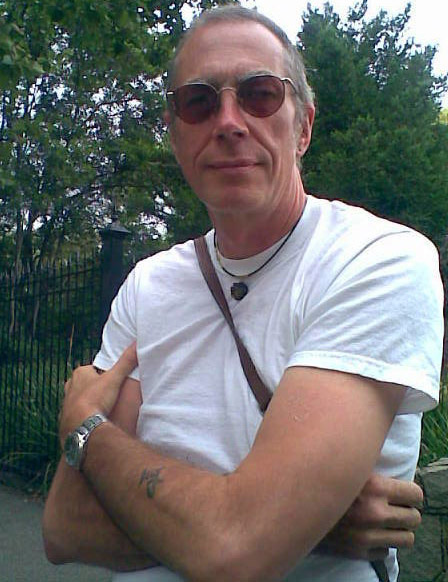
Graham Priest

Graham Priest (* 1948 in London) ist ein Philosoph und Logiker. Er ist bekannt für seine Arbeiten zur Philosophie der Logik und zur Nicht-klassischen Logik.

## Leben
Priest ist Professor an der Universität Melbourne. 

## Werk
Priest hat wesentliche Aufsätze zur parakonsistenten Logik beigesteuert. Einflussreich war insbesondere sein Aufsatz What is so bad about contradictions? aus dem Jahr 1998, in dem er argumentiert, dass aus Widersprüchlichem nicht Beliebiges folgen sollte (also entgegen ex falso quodlibet). Es gebe Beispiele in der Physik und im Rechtssystem, in dem wir Widersprüche in Kauf nehmen, weil es eine weit komplexere Erklärung oder Regelung benötigen würde, sie aufzulösen. Daraus ergebe sich zwar eventuell eine gewisse Unschärfe, jedoch dürfe keinesfalls Beliebiges gefolgert werden. Infolge dieser Auffassung hat er sich mit verschiedenen alternativen Logiken beschäftigt und unter anderem ein Standard-Lehrbuch zur nicht-klassischen Logik verfasst.

## Veröffentlichungen (Auswahl)
- Graham Priest: Paradoxie und Parakonsistenz. In: Alexander Max Bauer, Gregor Damschen und Mark Siebel (Hrsg.): Paradoxien Grenzdenken und Denkgrenzen von A(llwissen) bis Z(eit). mentis, Paderborn 2023, ISBN 978-3-96975-251-7, S. 225–248, doi:10.30965/9783969752517_011.
- Everything and Nothing. (mit Markus Gabriel) Polity Press, Cambridge 2022.
- An Introduction to Non-Classical Logic. From If to Is, Cambridge 2008.
- In Contradiction. A Study of the Transconsistent, Oxford 2006.
- What is so bad about contradictions?, in: Journal of Philosophy 95 (1998), S. 410–426.
- Logic. A Very Short Introduction, Oxford University Press, 2000.